# Ivy Wolfe
Ivy Wolfe (Southern Pines, 3 settembre 1996) è un'attrice pornografica statunitense.

## Biografia e carriera pornografica
Ivy Wolfe è nata a Southern Pines, in Carolina del Nord, in una famiglia di origini nativo-americane, tedesche e irlandesi e ha lavorato come manager in una paninoteca a Portland.
Nel 2017 a 21 anni entra nell'industria pornografica, girando una scena con un ragazzo e una ragazza. Nell'ottobre del 2018 è stata scelta dalla rivista Penthouse per posare su Pet of the Month. L'anno successivo è salita alla ribalta vincendo il premio AVN come migliore nuova star, oltre che quello per la miglior scena lesbo per A Flapper Girl Story. Dopo una pausa nel 2019 in cui ha viaggiato molto, in particolare in Ecuador, nel 2021 è rientrata nell'industria pornografica, firmando un contratto in esclusiva con Vixen.
Ha girato oltre 190 scene, lavorando con case di produzione quali GirlsWay, Blacked, Digital Playground, Zero Tolerance e molte altre, vantando un palmares di 7 premi

## Riconoscimenti
- AVN Awards
  - 2019 – Best New Starlet[9]
  - 2019 – Best All-Girl Sex Scene (film) per A Flapper Girl Story con Eliza Jane e Jenna Sativa[9]
  - 2020 – Best Actress – Featurette per If it Feels Right[10]
  - 2021 – Mainstream Venture of the Year[11]
- XBIZ Awards
  - 2019 – Best Sex Scene - All-Girl per After Dark con Tori Black[12]
  - 2020 – Best Actress - Comedy Movie per The Rules[13]
  - 2020 – Best Sex Scene - Taboo Release per The Rules con Bridgette B e Tyler Nixon[14]